# Magdalena Aicega
Maria Magdalena Aicega Amicarelli (Buenos Aires, 1 november 1973) is een  Argentijns voormalig hockeyster. Ze nam driemaal deel aan de Olympische Spelen en behaalde hierbij een zilveren en twee bronzen medailles met de Argentijnse nationale ploeg.

## Erelijst
- 1994 –  WK 1994 in Dublin
- 1995 –  Pan-Amerikaanse Spelen in Mar del Plata
- 1999 –  Pan-Amerikaanse Spelen in Winnipeg
- 2000 –  Olympische Spelen in Sydney
- 2001 –  Champions Trophy in Amstelveen
- 2002 –  Champions Trophy in Macau
- 2002 –  WK 2002 in Perth
- 2003 –  Pan-Amerikaanse Spelen in Santo Domingo
- 2004 –  Olympische Spelen in Athene
- 2004 –   Champions Trophy in Rosario
- 2006 –   WK Hockey in Madrid
- 2007 –  Champions Trophy in Quilmes
- 2007 –   Pan-Amerikaanse Spelen in Rio de Janeiro
- 2008 –  Champions Trophy in Mönchengladbach
- 2008 –   Olympische Spelen in Beijing